# Cukrownia w Chybiu
Cukrownia w Chybiu – były zakład przemysłowy w Chybiu, na Śląsku Cieszyńskim w Polsce.

## Historia
Cukrownia została uruchomiona w 1884 roku. Została zlokalizowana niedaleko linii kolejowej z Czechowic do Zebrzydowic. Zakład powstał z inicjatywy Komory Cieszyńskiej. Początkowo produkowano w Chybiu tylko żółtą mączkę, ale wkrótce zainstalowano urządzenia służące procesowi rafinacji i umożliwiające wytwarzanie cukru. Po rozpadzie Austro-Węgier cukrownia została przekształcona w spółkę akcyjną. W 1937 roku została zelektryfikowana. Po II wojnie światowej cukrownia została uruchomiona w grudniu 1945 roku. W późniejszym okresie zakład znacjonalizowano. W 2009 roku został zlikwidowany. 

## Bocznica
Bocznica była poprowadzona przez trzy bramy zakładowe. Niedaleko umiejscowiona była waga kolejowa. Tor wysunięty na wschód poprowadzono pod rampy magazynu cukru oraz do składów węgla i koksu. Tor środkowy rozgałęział się na sześć, które prowadziły do spławiaków buraków, składów węgla, magazynów materiałowych i warsztatów. Natomiast zachodni tor przebiegał obok spławiaków i łączył się z jednym z torów wywodzących się z toru centralnego w okolicy bramy głównej zakładu.